# Orthopelma superbum
Orthopelma superbum är en stekelart som beskrevs av Dmitriy R. Kasparyan 1984. Orthopelma superbum ingår i släktet Orthopelma och familjen brokparasitsteklar. Inga underarter finns listade i Catalogue of Life.